# كلوتشيتن

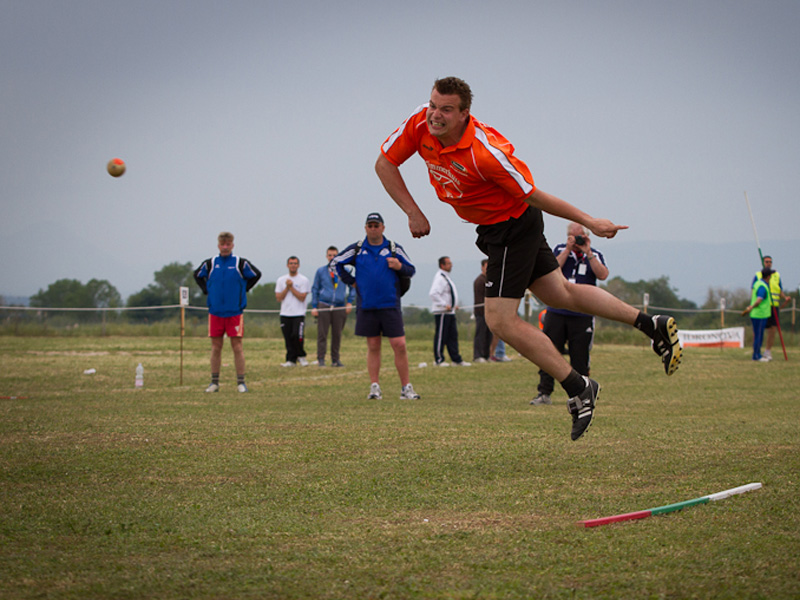

كلوتشيتن (بالهولندية: Klootschieten) ("رمي الكرة") هي رياضة في هولندا وشرق فريزيا في ألمانيا. في اللعبة، يحاول المشاركون رمي الكرة قدر الإمكان. تكثر شعبيتها في المناطق الشرقية من تفينتي وأشترهوك.